# Conservatoire national de Montréal
Le conservatoire national de Montréal est une ancienne école de musique, la première du Québec, fondé à Montréal en 1905 et fermé vers 1975. Il resta longtemps affilié à l'Université de Montréal. Depuis 1943, un autre conservatoire musical existe : le conservatoire de musique de Montréal.

## Historique
En 1894, il y eut la tentative de créer une première institution musicale dénommée « conservatoire de la Société artistique canadienne ». Mais l'enseignement délivré gratuitement était financé par des loteries que le gouvernement interdit en 1901 et cet établissement cessa ses activités musicales et pédagogiques.

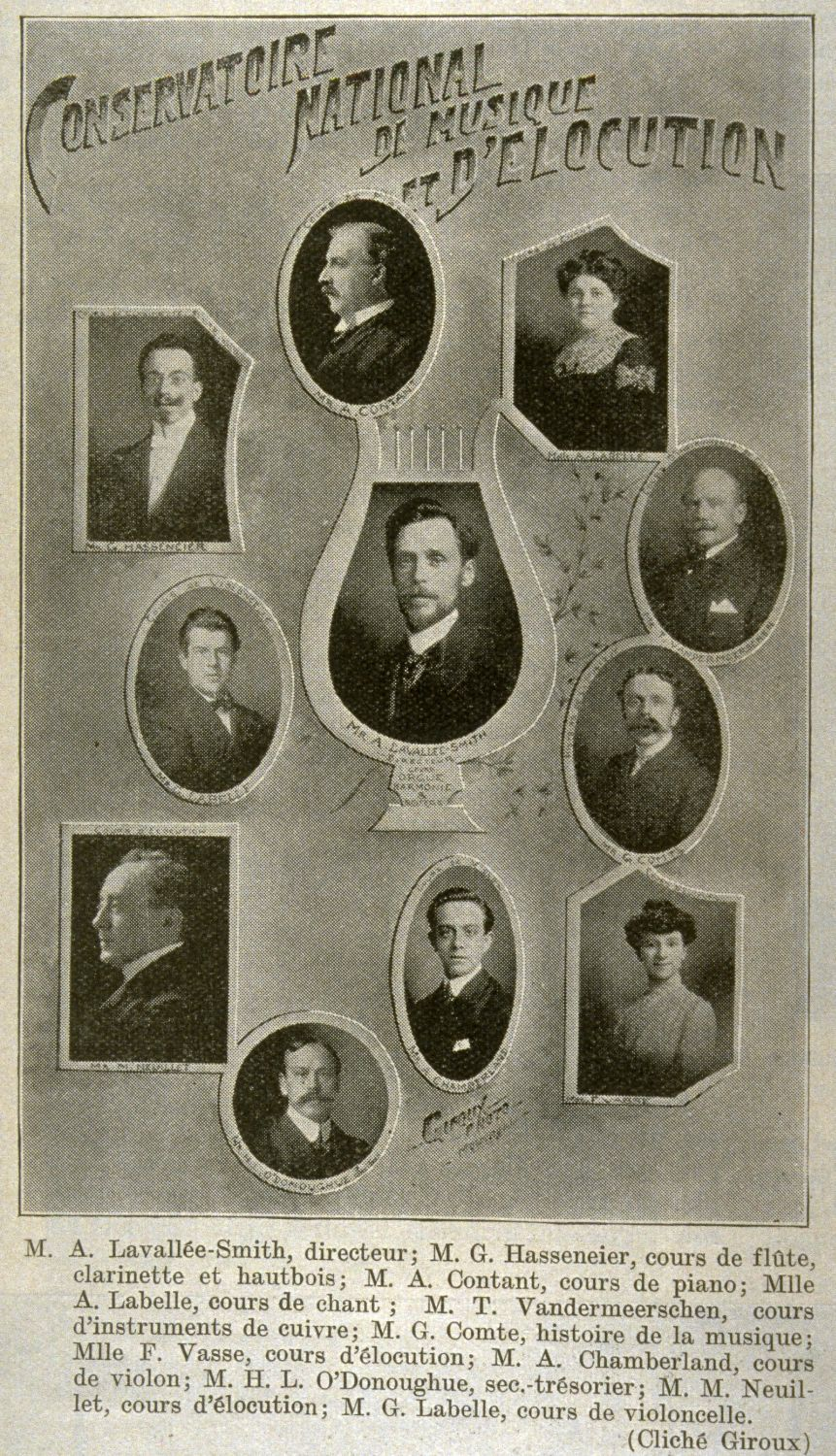
Conservatoire national de musique et d'élocution, 1906.

Le conservatoire national de musique fut fondé à Montréal en 1905 sous le nom de Conservatoire national de musique et d'élocution, par Alphonse Lavallée-Smith. En 1906 il reçut ses lettres patentes du Secrétariat d'État du Canada lui accordant l'autorisation d'enseigner la musique, la diction, l'élocution, le dessin et la peinture, et d'octroyer des diplômes. 
Par la suite, le conservatoire prit le nom de « conservatoire national Limitée ». À la mort de son fondateur en 1912, 250 diplômes avaient été décernés. Il fut remplacé par Jean-Noël Charbonneau de 1912 à 1927.
De 1921 à 1951, le conservatoire de Montréal fut affilié à l'université de Montréal. 
En 1927, Eugène Lapierre en devint directeur jusqu'en 1970. Il procéda à sa réorganisation en se basant sur l'organisation des conservatoires européens dont il avait étudié les rouages dans les années 1920. 
Le conservatoire national de musique publia une revue, « La Quinzaine musicale », parut bimensuellement de septembre 1930 à mars 1932. Mais ses activités déclinèrent à partir de 1933 et en 1939, peu avant le début de la Seconde Guerre mondiale, le conservatoire musical universitaire n'avait plus de professeur.
En 1951, le conservatoire redevint un établissement privé. Après la mort d'Eugène Lapierre en 1970, la direction fut assumée par Édouard Woolley de 1971 à 1975, puis par Élise Chapdelaine, qui en fut donc la dernière directrice.

## Anciens élèves
- Gaston Allaire
- Émilien Allard
- Françoise Aubut
- Gérard Caron
- Albertine Caron-Legris
- Claude Champagne
- Lucien Martin
- Colombe Pelletier
- Paul Pratt

## Anciens professeurs
- Victoria Cartier
- Albert Chamberland
- Claude Champagne
- Jean-Noël Charbonneau
- Eugène Chartier
- Alexis Contant
- Camille Couture
- Auguste Descarries
- Orpha-F. Deveaux
- J.-J. Gagnier
- François Héraly
- Alfred La Liberté
- Arthur Laurendeau
- Arthur Letondal
- Germaine Malépart
- Rodolphe Mathieu
- Léo-Pol Morin
- Albertine Morin-Labrecque
- Frédéric Pelletier
- Benoît Poirier
- Marcel Saucier
- Joseph-Élie Savaria
- Benoît Verdickt